# Ponet-et-Saint-Auban
Ponet-et-Saint-Auban este o comună în departamentul Drôme din sud-estul Franței. În 2009 avea o populație de 130 de locuitori.

## Evoluția populației
| An        | 1975 | 1982 | 1990 | 1999 | 2006 | 2009 |
| --------- | ---- | ---- | ---- | ---- | ---- | ---- |
| Populație | 68   | 100  | 99   | 89   | 121  | 130  |